# Штрандман, Отто Густавович
Отто Густавович (фон) Штрандман (Отто фон Штрандманн; нем. Otto von Strandmann; 21 октября 1746 — 11 февраля 1827) — русский военный деятель, генерал от инфантерии (1798). Младший брат генерала от инфантерии Густава Густавовича Штрандмана (1742—1803).

## Биография
Родился в 1746 году. Происходил из остзейского немецкого дворянского рода Штрандманов. Сын русского армейского капитана Густава фон Штрандмана (1704—1778) и его супруги, Кристины Элеоноры, урождённой фон Гиршгейд (1716—1783).
Поступил на военную службу в 1758 году. В 1765 году участвовал в работах по спрямлению русла реки Западная Двина (Даугава).
Постепенно повышался по службе: подполковник (1773), полковник (1779), бригадир (на 1787), генерал-майор (1789), генерал-лейтенант (1796). В отличие от своего более знаменитого брата, никогда не занимал губернаторских должностей. Тем не менее, в 1798 году, одновременно с братом, указом императора Павла I был произведён в генералы от инфантерии. 
Вскоре после этого вышел в отставку и в дальнейшем не служил. Проживал в своем эстляндском имении, в 1803 году выступил против ограничений власти остзейских землевладельцев.
С 1783 года был женат на графине Анне Маргарите Юлиане фон Стенбок (1765—1790). В том браке родилось четверо сыновей и дочь, Юлия фон Штрандман (1790—1830), ставшая супругой Курляндского гражданского губернатора Христофора Ивановича фон Бреверна (1782—1863). Один из сыновей — Магнус Оттонович Штрандман (1784—1842) —  археолог, дипломат и путешественник.
Скончался Отто Густавович фон Штрандман в 1827 году.